# Кенцежин
Кенцежин (пол. Kęcerzyn) — село в Польщі, у гміні Клодава Кольського повіту Великопольського воєводства.
Населення — 146 осіб (2011).
У 1975-1998 роках село належало до Конінського воєводства.

## Демографія
Демографічна структура станом на 31 березня 2011 року:
|          | Загалом | Допрацездатний вік | Працездатний вік | Постпрацездатний вік |
| -------- | ------- | ------------------ | ---------------- | -------------------- |
| Чоловіки | 65      | 14                 | 43               | 8                    |
| Жінки    | 81      | 22                 | 40               | 19                   |
| Разом    | 146     | 36                 | 83               | 27                   |